# Costa do Ouro (região)

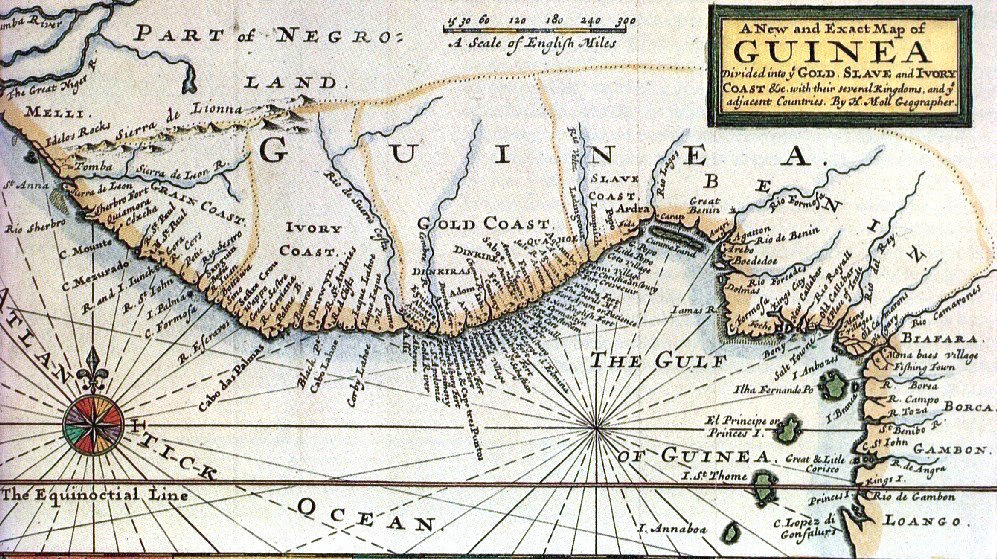
Mapa histórico da Costa da Guiné, chamada "Costa de Ouro"

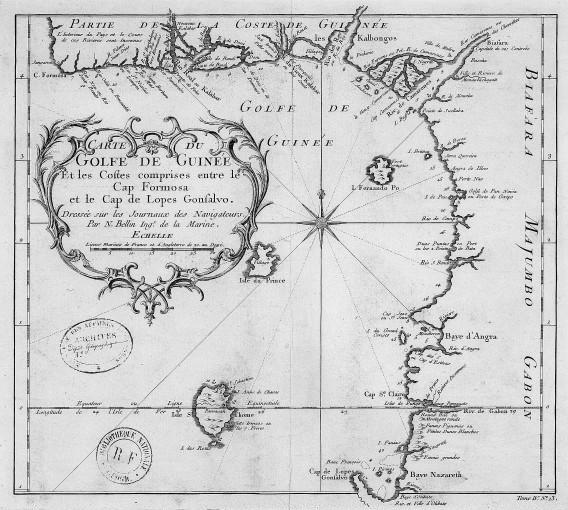
Mapa histórico do Golfo da Guiné.

A Costa do Ouro era, segundo os colonizadores europeus, a costa oeste do Golfo da Guiné, uma região que atualmente pertence a Gana. As "costas" do ouro, dos  escravos e do marfim foram assim nomeadas em virtude dos recursos que possuíam. Os primeiros usos do termo se referiam literalmente à costa e não ao interior, embora a partir do século XIX também seria usado para se referir as áreas distantes da costa. A Costa do Ouro encontrava-se a leste da Costa do Marfim e ao oeste da Costa dos Escravos.
Foi colonizada primeiramente pelos portugueses, sendo o primeiro assentamento da Costa do Ouro portuguesa em 1482. Em 1637, tornou-se parte da Costa do Ouro neerlandesa, colonizada pelos holandeses a partir de 1598. Os neerlandeses permaneceram na região até 1871, quando o último de seus assentamentos foi tomado pelos britânicos.
Houve também a Costa do Ouro brandemburguesa, estabelecida com uma colônia na região em 1682, e, posteriormente, transformada em Costa do Ouro prussiana. Em 1721, foi vendida aos neerlandeses. Os suecos também tiveram assentamentos na área, o que estabeleceu a Costa do Ouro Sueca em 1650, mas esta foi tomada pela Dinamarca em 1663, tornando-se parte da Costa do Ouro Dinamarquesa. Os dinamarqueses estavam nesta área desde 1658. Em 1850, todos os assentamentos se tornaram parte da Costa do Ouro Britânica.
Os britânicos haviam tomado toda a Costa do Ouro até 1871, capturaram mais território do interior após guerras como os Axântis. A nação de Gana, que se formou a partir do antigo território da Costa do Ouro, em 1957 seria uma das primeiras colônias africanas a alcançar a independência.